# Schophem

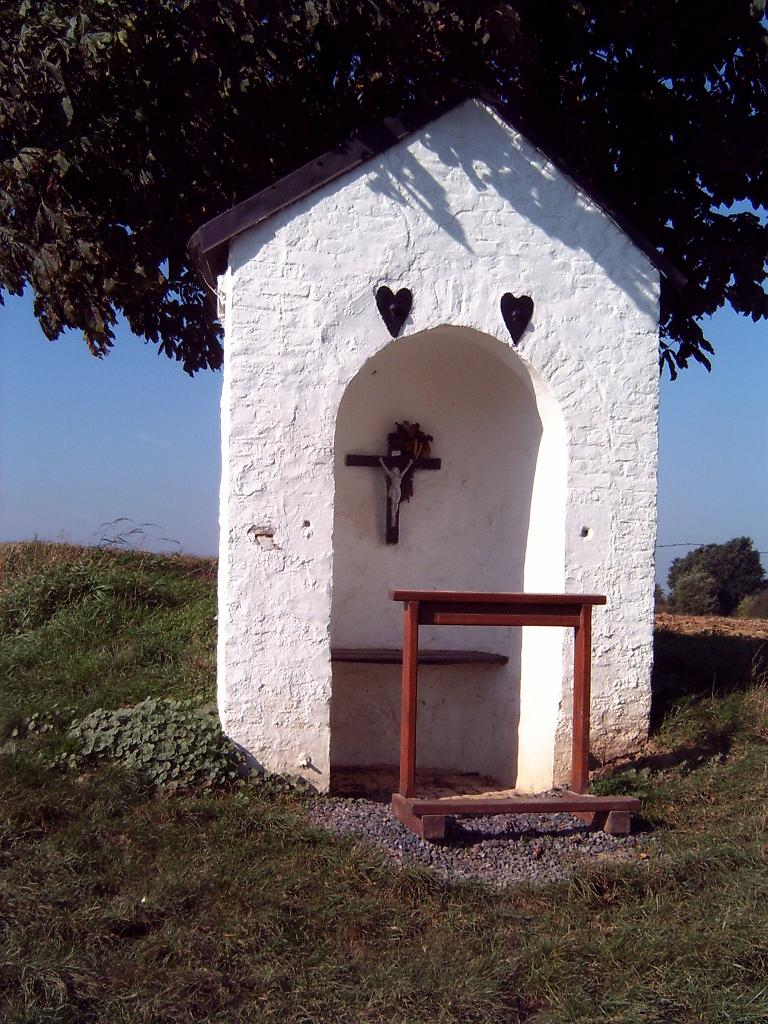
Witte kapel in Schoppem

Schophem (ook: Schoppem; Limburgs: Sjoppem) is een gehucht in 's-Gravenvoeren in de gemeente Voeren in de Belgische provincie Limburg. Het ligt in het Voerdal aan het riviertje de Voer tussen 's-Gravenvoeren en Sint-Martens-Voeren.

## Geschiedenis
Op de plaats "Steenbos" werd in 1850 een Romeinse villa opgegraven. De Steenboskapel werd toen gedeeltelijk met spolia van de villa opgetrokken.
In 1573 richtte de calvinistisch gezinde boekbinder Peyman uit Maastricht er een papiermolen op, een schakel in de "sprong" van deze industrietak naar de Verenigde Provincies toe. Na 1630 is deze papiermolen omgevormd tot graanmolen. De gebouwen bestaan nog (Meulenberg 309), zij het dat ze nogal hard gerestaureerd zijn. Het molenwater is nog gedeeltelijk behouden.
Een tweede, minder bekende papiermolen werkte er waar nu Schoppem 336 is.

## Toeristische infrastructuur
De Bessemerweg, die in 's-Gravenvoeren van Mennekesput (officiële straatnaam) naar de Steenboskapel loopt, is voor traag verkeer voorbehouden.
Ten noordoosten van Schoppem ligt op de helling van het dal het bosgebied Schoppemerheide.
Deelgemeenten: 's-Gravenvoeren · Moelingen · Remersdaal · Sint-Martens-Voeren · Sint-Pieters-Voeren · Teuven

Overige kernen: Berg · Drink · Gieveld · Hagelstein · Ketten · Knap · Krindaal · Nurop · Obsinnich · Peerds · De Plank · Reesberg · Rullen · Schilberg · Schophem · Schoppemerheide · Sinnich · Snauwenberg · Stroevenbos · Swaan · Ulvend · Veld · Veurs

Belgische gemeenten · Arrondissement Tongeren · Limburg · Vlaanderen